# Клаше ван дер Вал
Клаше ван дер Вал (нидерл. Klaasje van der Wal; 1 февраля 1949, Гаага — 12 февраля 2018, там же) — голландский бас-гитарист, прославился как один из основателей рок-группы Shocking Blue.

## Биография
Клаше играл в Shocking Blue в период с 1967-1972 годах, посвятив группе целых 5 лет, из всех 7 лет, которые существовала группа. На смену ему в 1972 году пришел новый басист, по имени Хенк Смитскамп, который играл в группе до самого ее распада в 1974 году.